# Machida
Machida (町田市 -shi) é uma cidade japonesa localizada na província de Tóquio.
Em 2003, a cidade tinha uma população estimada em 398 481 habitantes e uma densidade populacional de 5 563,82 h/km². Tem uma área total de 71,62 km².
Recebeu o estatuto de cidade em 1 de Fevereiro de 1958.